# 洞阔尔·嘎拉僧图布丹却吉旺其格
洞阔尔·嘎拉僧图布丹却吉旺其格（1992年—）原俗名阿拉木斯，蒙古族，内蒙古自治区达尔罕茂明安联合旗人，第八世洞阔尔活佛。

## 生平
1955年，第七世洞阔尔活佛圆寂。2006年，阿拉木斯被认定为第八世洞阔尔活佛，于2006年10月24日在内蒙古自治区包头市五当召举行了坐床仪式。这也是中华人民共和国成立后，内蒙古藏传佛教首次举行活佛坐床。洞阔尔活佛的法名“嘎拉僧图布丹却吉旺其格”为中国佛教协会原副会长、内蒙古佛教协会原会长乌兰活佛在圆寂前所取。洞阔尔活佛师从雍和宫住持嘉木样·图布丹受戒。